# EverBank Stadium
El Estadio EverBank (EverBank Stadium en inglés) es un estadio de fútbol americano en la ciudad de Jacksonville (Florida), Estados Unidos, en el que juegan los Jacksonville Jaguars, equipo de la NFL. También es sede de un juego de fútbol americano universitario entre los Florida Gators y los Georgia Bulldogs de la Southeastern Conference, así como el TaxSlayer Bowl (anteriormente llamado Gator Bowl), un partido de bowl de postemporada de fútbol americano universitario.
El estadio actual se inauguró en 1995 en el sitio de la antigua Gator Bowl Stadium.
Localizado en las cercanías del río St. Johns, en su apertura, tenía una capacidad total de 73.000 espectadores, pero expansiones en la última década han aumentado a 76.867. El estadio fue sede del Super Bowl XXXIX en 2005 y también se han celebrado una serie de partidos de fútbol americano universitario, así como conciertos y otros eventos.
El Campo TIAA Bank es también el hogar de un anfiteatro, Daily's Place, con capacidad para 5.500 asientos para conciertos y otros eventos. El lugar se ha convertido en el hogar de la lucha libre profesional, especialmente por la promoción de All Elite Wrestling (AEW), durante la pandemia de COVID-19. Los eventos de pago por evento 2020 Double or Nothing y All Out se han llevado a cabo en Daily's Place, al igual que los shows semanales de Dynamite desde mayo, y comenzaron a permitir espectadores el 27 de agosto.

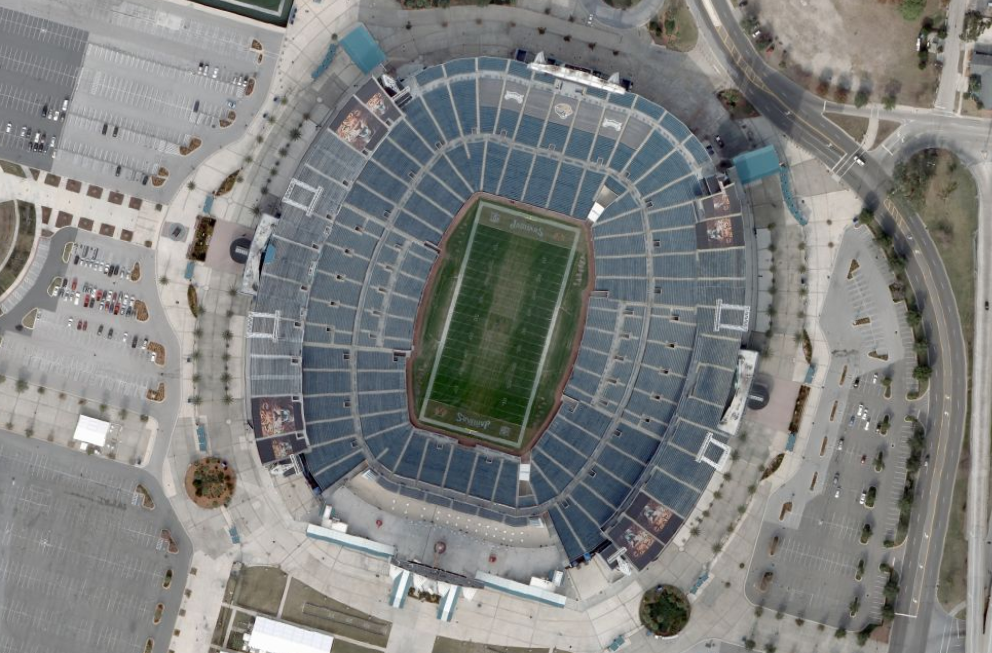
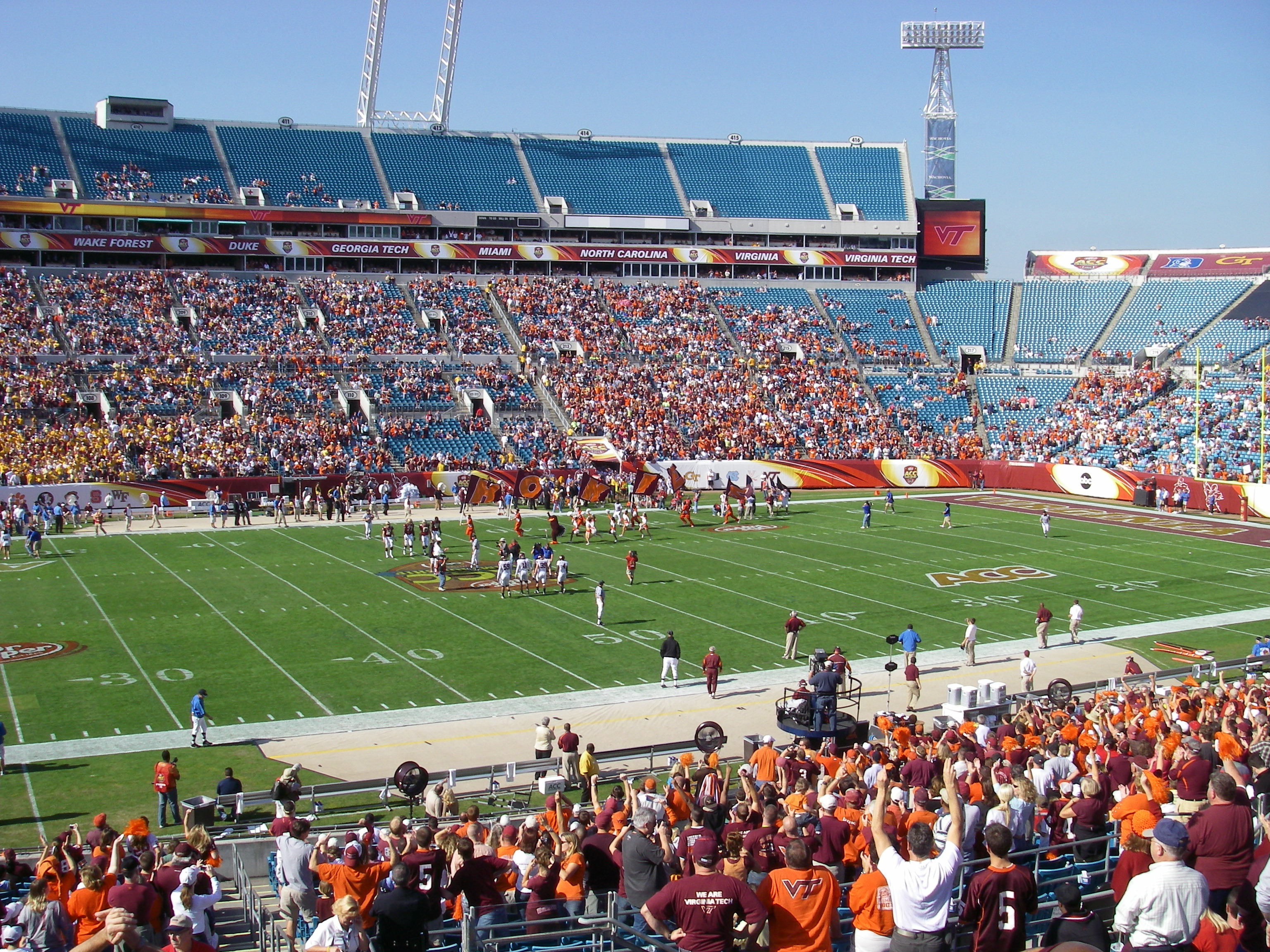